# صوفي كاني
صوفي كاني هي قرية في مقاطعة أرومية، إيران. يقدر عدد سكانها بـ 77 نسمة بحسب إحصاء 2016.